# Lukovčak
Lukovčak falu Horvátországban Krapina-Zagorje megyében. Közigazgatásilag Đurmanechez tartozik.

## Fekvése
Krapinától 7 km-re, községközpontjától 3 km-re északnyugatra a Zagorje lejtőin fekszik. Területének nagy részét erdő borítja.

## Története
1857-ben 185, 1910-ben 299 lakosa volt. Trianonig Varasd vármegye Krapinai járásához tartozott. 2001-ben a falunak 229 lakosa volt.

## Külső hivatkozások
Đurmanec község hivatalos oldala